# Magnetyzacja szczątkowa
Magnetyzacja szczątkowa (remanentna) – utrwalone w skałach wartości opisujące dawne pole magnetyczne Ziemi, których porównanie z orientacją pola współczesnego umożliwia wyciąganie wniosków o zmianach ziemskiego pola magnetycznego. Przede wszystkim mierzy się deklinację i inklinację dawnego pola magnetycznego w miejscu powstawania danej skały. 
Najbardziej wiarygodne oznaczenia pochodzą z płasko zalegających, niezmienionych osadów (lessów bądź mułków jeziornych) i skał wulkanicznych.
Obecność pasmowych różnowiekowych anomalii magnetycznych rozmieszczonych symetrycznie względem osi grzbietów śródoceanicznych potwierdza hipotezę o rozszerzaniu się dna oceanicznego (strefa spreadingu).
Badania pola paleomagnetycznego i pozornej wędrówki biegunów paleomagnetycznych wykazały słuszność twierdzenia, że kontynenty zmieniają swoje położenie zgodnie z teorią tektoniki płyt.
Te same badania wykazały, że w ciągu dziejów Ziemi pole magnetyczne ulegało wiele razy odwróceniu, a bieguny magnetyczne zamieniały się miejscami. Z biegiem czasu wyróżniono epoki paleomagnetyczne wykazujące się długimi okresami takiej samej polarności (tj. kierunku pola magnetycznego). W nich wyróżniono krótsze okresy odwrócenia pola magnetycznego (tzw. epizody i ekskursje paleomagnatyczne). Dłuższe niż epoki okresy określonej polarności, trwające kilkadziesiąt milionów lat, noszą nazwę interwałów.

## Zobacz
- paleomagnetyzm
- remanencja w fizyce